# Olympische Sommerspiele 2016/Teilnehmer (Singapur)
| Gelbes Symbol für Goldmedaillen mit stilisierten Olympischen Ringen | Graues Symbol für Silbermedaillen mit stilisierten Olympischen Ringen | Braundes Symbol für Bronzemedaillen mit stilisierten Olympischen Ringen |
| ------------------------------------------------------------------- | --------------------------------------------------------------------- | ----------------------------------------------------------------------- |
| 1                                                                   | —                                                                     | —                                                                       |

Singapur nahm an den Olympischen Spielen 2016 in Rio de Janeiro teil. Es war die insgesamt 18. Teilnahme an den Olympischen Sommerspielen. Das Singapore National Olympic Council nominierte 25 Athleten in sieben Sportarten.

## Teilnehmer nach Sportarten

### Badminton
| Athleten            | Wettbewerb | Gruppenphase                 | Gruppenphase                        | Gruppenphase | Gruppenphase | Achtelfinale  | Achtelfinale  | Viertelfinale | Viertelfinale | Halbfinale    | Halbfinale    | Finale        | Finale        | Rang          |
| Athleten            | Wettbewerb | Gegner                       | Ergebnis                            | Punkte       | Rang         | Gegner        | Ergebnis      | Gegner        | Ergebnis      | Gegner        | Ergebnis      | Gegner        | Ergebnis      | Rang          |
| ------------------- | ---------- | ---------------------------- | ----------------------------------- | ------------ | ------------ | ------------- | ------------- | ------------- | ------------- | ------------- | ------------- | ------------- | ------------- | ------------- |
| Frauen              |            |                              |                                     |              |              |               |               |               |               |               |               |               |               |               |
| Liang Xiaoyu        | Einzel     | Sung Ji-hyun Delphine Lansac | 0:2 (7:21, 11:21) 2:0 (21:7, 21:15) | 70:64        | 2            | ausgeschieden | ausgeschieden | ausgeschieden | ausgeschieden | ausgeschieden | ausgeschieden | ausgeschieden | ausgeschieden | ausgeschieden |
| Männer              |            |                              |                                     |              |              |               |               |               |               |               |               |               |               |               |
| Derek Wong Zi Liang | Einzel     | Lee Chong Wei Sören Opti     | 0:2 (18:21, 8:21) 2:0 (21:5, 21:6)  | 68:53        | 2            | ausgeschieden | ausgeschieden | ausgeschieden | ausgeschieden | ausgeschieden | ausgeschieden | ausgeschieden | ausgeschieden | ausgeschieden |

### Leichtathletik
Laufen und Gehen 
| Athleten             | Wettbewerb | Vorlauf | Vorlauf | Runde 1 | Runde 1 | Halbfinale    | Halbfinale    | Finale        | Finale        | Rang |
| Athleten             | Wettbewerb | Zeit    | Rang    | Zeit    | Rang    | Zeit          | Rang          | Zeit          | Rang          | Rang |
| -------------------- | ---------- | ------- | ------- | ------- | ------- | ------------- | ------------- | ------------- | ------------- | ---- |
| Frauen               |            |         |         |         |         |               |               |               |               |      |
| Neo Jie Shi          | Marathon   | –       | –       | –       | –       | –             | –             | 3:15:18 h     | 131           | 131  |
| Männer               |            |         |         |         |         |               |               |               |               |      |
| Timothee Yap Jin Wei | 100 m      | 10,84 s | 7       | 10,79 s | 67      | ausgeschieden | ausgeschieden | ausgeschieden | ausgeschieden | 67   |

### Rudern
| Athleten                 | Wettbewerb | Vorlauf     | Vorlauf | Vorlauf       | Hoffnungslauf | Hoffnungslauf | Hoffnungslauf | Viertelfinale | Viertelfinale | Viertelfinale | Halbfinale  | Halbfinale | Halbfinale    | Finale      | Finale | Rang |
| Athleten                 | Wettbewerb | Zeit        | Platz   | Qualifikation | Zeit          | Platz         | Qualifikation | Zeit          | Platz         | Qualifikation | Zeit        | Platz      | Qualifikation | Zeit        | Platz  | Rang |
| ------------------------ | ---------- | ----------- | ------- | ------------- | ------------- | ------------- | ------------- | ------------- | ------------- | ------------- | ----------- | ---------- | ------------- | ----------- | ------ | ---- |
| Frauen                   |            |             |         |               |               |               |               |               |               |               |             |            |               |             |        |      |
| Saiyidah Mohamed Rafa’ee | Einer      | 8:44,71 min | 3       | Viertelfinale | –             | –             | –             | 7:56,00 min   | 6             | Halbfinale C  | 8:22,45 min | 6          | D-Finale      | 7:55,73 min | 5      | 23   |

### Schießen
| Athleten              | Wettbewerb                               | Qualifikation   | Qualifikation | Finale          | Finale        | Ringe/ Scheiben | Rang |
| Athleten              | Wettbewerb                               | Ringe/ Scheiben | Rang          | Ringe/ Scheiben | Rang          | Ringe/ Scheiben | Rang |
| --------------------- | ---------------------------------------- | --------------- | ------------- | --------------- | ------------- | --------------- | ---- |
| Frauen                |                                          |                 |               |                 |               |                 |      |
| Teo Shun Xie          | Luftpistole 10 Meter                     | 375             | 37            | ausgeschieden   | ausgeschieden | 375             | 37   |
| Teo Shun Xie          | Sportpistole 25 Meter                    | 571             | 29            | ausgeschieden   | ausgeschieden | 571             | 29   |
| Jasmine Ser Xiang Wei | Luftgewehr 10 Meter                      | 413,5           | 25            | ausgeschieden   | ausgeschieden | 413,5           | 25   |
| Jasmine Ser Xiang Wei | Kleinkaliber Dreistellungskampf 50 Meter | 568             | 34            | ausgeschieden   | ausgeschieden | 568             | 34   |

### Schwimmen
| Athleten         | Wettbewerb          | Vorlauf     | Vorlauf | Halbfinale    | Halbfinale    | Finale        | Finale        | Rang |
| Athleten         | Wettbewerb          | Zeit        | Rang    | Zeit          | Rang          | Zeit          | Rang          | Rang |
| ---------------- | ------------------- | ----------- | ------- | ------------- | ------------- | ------------- | ------------- | ---- |
| Frauen           |                     |             |         |               |               |               |               |      |
| Quah Ting Wen    | 100 m Schmetterling | 1:00,88 min | 34      | ausgeschieden | ausgeschieden | ausgeschieden | ausgeschieden | 34   |
| Männer           |                     |             |         |               |               |               |               |      |
| Joseph Schooling | 100 m Freistil      | 48,27 s     | 6       | 48,70 s       | 16            | ausgeschieden | ausgeschieden | 16   |
| Quah Zheng Wen   | 100 m Schmetterling | 52,08 s     | 16      | 52,26 s       | 15            | ausgeschieden | ausgeschieden | 15   |
| Joseph Schooling | 100 m Schmetterling | 51,41 s     | 1       | 50,83 s       | 1             | 50,39 s       | 1             | Gold |
| Quah Zheng Wen   | 200 m Schmetterling | 1:56,01 min | 10      | 1:56,11 min   | 10            | ausgeschieden | ausgeschieden | 10   |
| Quah Zheng Wen   | 100 m Rücken        | 54,38 s     | 22      | ausgeschieden | ausgeschieden | ausgeschieden | ausgeschieden | 22   |

### Segeln
Fleet Race
| Athleten               | Wettbewerb      | Qualifikation | Qualifikation | Medal Race    | Medal Race    | Punkte | Rang |
| Athleten               | Wettbewerb      | Punkte        | Rang          | Punkte        | Rang          | Punkte | Rang |
| ---------------------- | --------------- | ------------- | ------------- | ------------- | ------------- | ------ | ---- |
| Frauen                 |                 |               |               |               |               |        |      |
| Audrey Yong            | Windsurfen RS:X | 266           | 25            | ausgeschieden | ausgeschieden | 266    | 25   |
| Elizabeth Yue Ling Yin | Laser Radial    | 193           | 26            | ausgeschieden | ausgeschieden | 193    | 26   |
| Griselda Khng Sara Tan | 49er FX         | 135           | 15            | ausgeschieden | ausgeschieden | 135    | 15   |
| Jovina Choo Amanda Ng  | 470er           | 166           | 20            | ausgeschieden | ausgeschieden | 166    | 20   |
| Männer                 |                 |               |               |               |               |        |      |
| Leonard Ong            | Windsurfen RS:X | 362           | 34            | ausgeschieden | ausgeschieden | 362    | 34   |
| Colin Cheng Xin Ru     | Laser           | 160           | 20            | ausgeschieden | ausgeschieden | 160    | 20   |
| Mixed                  |                 |               |               |               |               |        |      |
| Justin Liu Denise Lim  | Nacra 17        | 157           | 19            | ausgeschieden | ausgeschieden | 157    | 19   |

### Tischtennis
| Athleten                          | Wettbewerb | 1. Runde     | 1. Runde | 2. Runde       | 2. Runde      | 3. Runde      | 3. Runde      | 4. Runde      | 4. Runde      | Viertelfinale | Viertelfinale | Halbfinale    | Halbfinale    | Finale        | Finale        | Rang          |
| Athleten                          | Wettbewerb | Gegner       | Ergebnis | Gegner         | Ergebnis      | Gegner        | Ergebnis      | Gegner        | Ergebnis      | Gegner        | Ergebnis      | Gegner        | Ergebnis      | Gegner        | Ergebnis      | Rang          |
| --------------------------------- | ---------- | ------------ | -------- | -------------- | ------------- | ------------- | ------------- | ------------- | ------------- | ------------- | ------------- | ------------- | ------------- | ------------- | ------------- | ------------- |
| Frauen                            |            |              |          |                |               |               |               |               |               |               |               |               |               |               |               |               |
| Feng Tianwei                      | Einzel     | Freilos      | Freilos  | Freilos        | Freilos       | Ni Xialian    | 4:2           | Liu Jia       | 4:1           | Ai Fukuhara   | 0:4           | ausgeschieden | ausgeschieden | ausgeschieden | ausgeschieden | ausgeschieden |
| Yu Mengyu                         | Einzel     | Freilos      | Freilos  | Freilos        | Freilos       | Jian Fang Lay | 4:0           | Jeon Ji-hee   | 4:1           | Kim Song-i    | 2:4           | ausgeschieden | ausgeschieden | ausgeschieden | ausgeschieden | ausgeschieden |
| Feng Tianwei Yu Mengyu Zhou Yihan | Mannschaft | Ägypten      | 3:0      | –              | –             | –             | –             | –             | –             | Südkorea      | 3:2           | China         | 0:3           | Japan         | 1:3           | 4             |
| Männer                            |            |              |          |                |               |               |               |               |               |               |               |               |               |               |               |               |
| Chen Feng                         | Einzel     | Benedek Oláh | 1:4      | ausgeschieden  | ausgeschieden | ausgeschieden | ausgeschieden | ausgeschieden | ausgeschieden | ausgeschieden | ausgeschieden | ausgeschieden | ausgeschieden | ausgeschieden | ausgeschieden | ausgeschieden |
| Gao Ning                          | Einzel     | Freilos      | Freilos  | Paul Drinkhall | 3:4           | ausgeschieden | ausgeschieden | ausgeschieden | ausgeschieden | ausgeschieden | ausgeschieden | ausgeschieden | ausgeschieden | ausgeschieden | ausgeschieden | ausgeschieden |